# Farbfernsehen

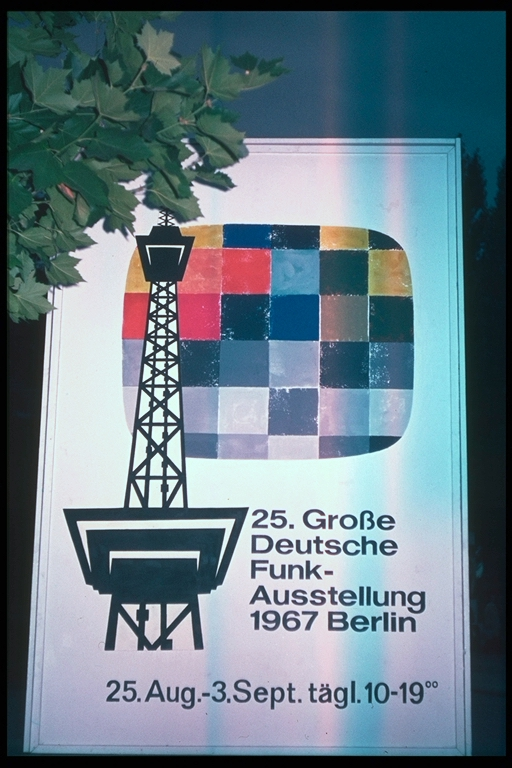
Start des Farbfernsehens 1967

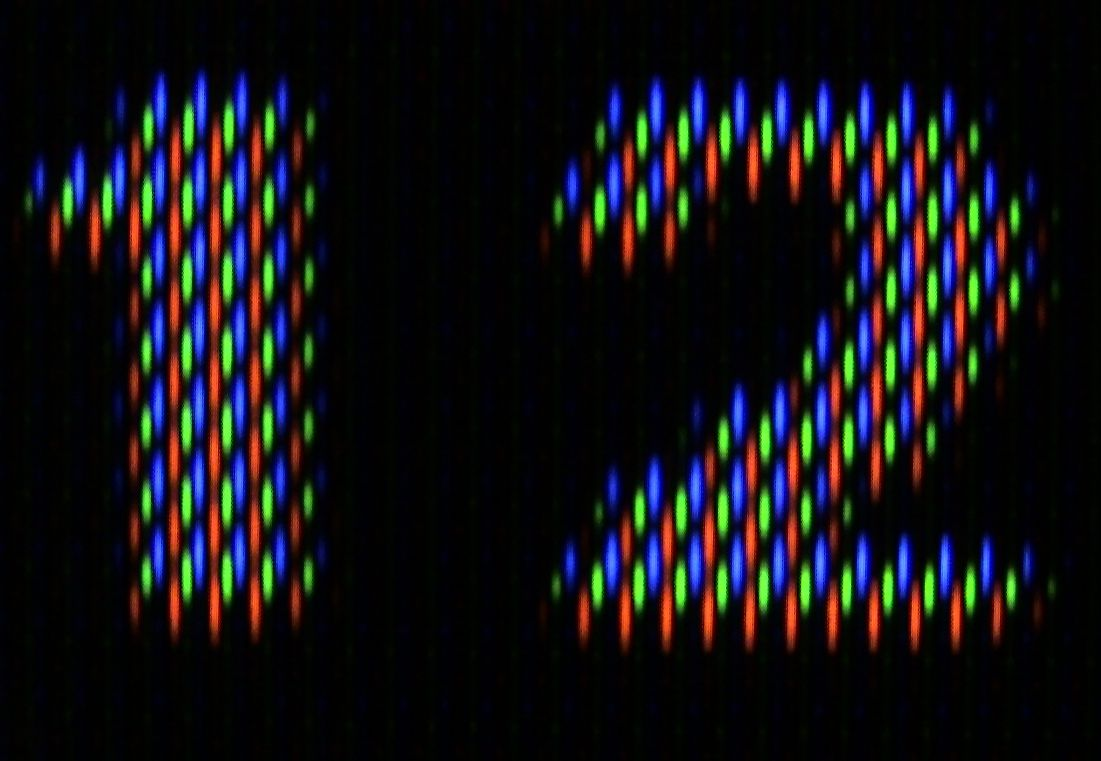
Darstellung einer weißen „12“ auf schwarzem Hintergrund auf einem Fernseher; in der Nahaufnahme erkennt man die einzelnen Farben, aus denen die Zahlen zusammengesetzt sind.

Additive Farbmischung, wie sie beim Farbfernsehen angewendet wird

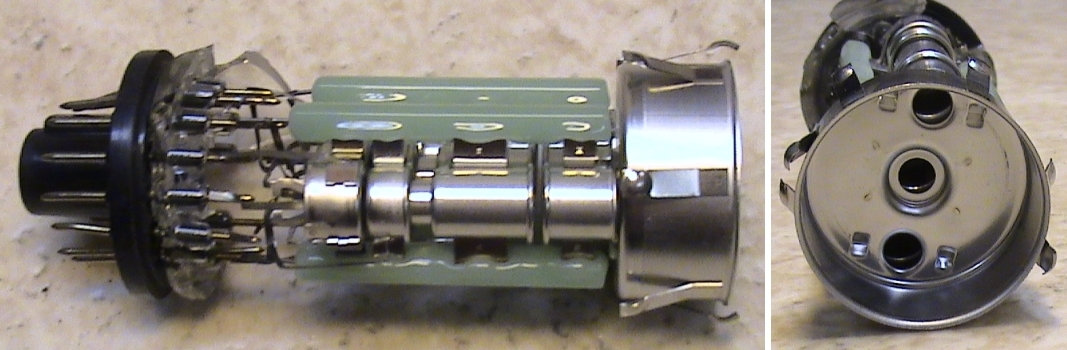
„Elektronenkanone“, ausgebaut aus einem Farbfernseher, links: Seitenansicht Vakuumdurchführung erkennbar, rechts: Frontansicht; man sieht die Austrittslöcher der drei Elektronenstrahlen, die die drei Farben ansteuern.

Als Farbfernsehen bezeichnet man eine Art des Fernsehens, bei der (im Unterschied zum Schwarz-Weiß-Fernsehen) nicht nur die Helligkeitswerte aufgenommen und wiedergegeben werden, sondern auch die Farben.

## Geschichte
Seit dem 18. Jahrhundert weiß man, dass sich wegen der Metamerie Licht von (fast) beliebigem Farbton durch additive Farbmischung synthetisieren lässt, indem man das Licht geeigneter Primärfarben (in der Regel Rot, Grün und Blau) je nach Bedarf gewichtet überlagert.
Fast gleichzeitig mit der Entwicklung des Fernsehens überhaupt experimentierte man auch mit dem Farbfernsehen. Bei den ersten Versuchen wurde entweder mit drei Kanälen gearbeitet, wo jeweils ein Bild in einer der drei Grundfarben übertragen wurde, oder der Übertragung mittels eines Kanals und schnell rotierender Farbfilter vor der Kamera und dem Empfänger. Hierbei musste allerdings eine wesentlich höhere Anzahl von Einzelbildern übertragen werden, damit der Eindruck eines flimmerfreien Bildes entsteht.
Das Prinzip der Bilderzeugung in einer Farbbildröhre wurde 1938 von Werner Flechsig patentiert. Der Mexikaner Guillermo González Camarena erfand 1940 ein System der Farbbildübermittlung. Dieses wurde 1977/79 in Voyager 1 eingesetzt. Das amerikanische Fernsehnetzwerk CBS stellte 1943 ein Farbfernsehsystem mit schnell rotierendem Farbfilter vor. Übertragen wurden Fernsehbilder mit nur 405 Zeilen und 144 Bildern pro Sekunde. Das Bild war zwar sehr gut, jedoch waren die Empfänger durch die sehr viel größere Farbfilterscheibe vor dem kleinen Bildschirm sehr klobig, laut und nicht kompatibel mit dem inzwischen eingeführten Schwarz-Weiß-System mit 525 Zeilen und 60 Halbbildern pro Sekunde. Im Oktober 1953 wurde schließlich in den USA die Ära regelmäßiger Farbübertragungen – jetzt mit einem zum Schwarz-Weiß-Betrieb kompatiblen System – eingeleitet. „Kompatibel“ bedeutet in diesem Fall, dass Farbsendungen auch mit herkömmlichen Schwarz-Weiß-Fernsehgeräten ohne große Qualitätseinbußen empfangen und – natürlich ohne Farbe – dargestellt werden konnten.
Farbfernseher blieben trotz der im Vergleich zu Europa wesentlich früheren Einführung auch in den USA lange sehr teuer, und bis in die späten 1960er Jahre wurde auch in den USA deutlich weniger als die Hälfte der Sendungen in Farbe übertragen. Die NBC zeigte jahrelang mehr Farbsendungen als die Konkurrenz von ABC und CBS, da die damalige NBC-Muttergesellschaft RCA auch der Haupthersteller von Farbfernsehgeräten war. Erst 1972 wurden in den USA erstmals mehr Farbfernsehgeräte als Schwarz-Weiß-Geräte verkauft.

## Einführung des Farbfernsehens nach Ländern

### Bundesrepublik
Der Start des Farbfernsehens in der Bundesrepublik Deutschland erfolgte auf der 25. Großen Deutschen Funk-Ausstellung in West-Berlin am 25. August 1967 um 10:57 Uhr mit der Betätigung eines großen roten Tasters (der eine Attrappe war) durch Vizekanzler Willy Brandt. Dabei geschah ein kleines Missgeschick: Kurz bevor Brandt den Knopf drückte, schalteten die Techniker bereits das Farbsignal auf Sendung – man erklärte es anschließend mit einem sehr empfindlichen Taster. Allerdings war bereits im Vorfeld ausdrücklich ein symbolischer Tastendruck angekündigt worden, und nur wenige Fernsehzuschauer konnten die Sendung tatsächlich schon in Farbe verfolgen, so dass die meisten Zuschauer den Patzer gar nicht bemerken konnten.

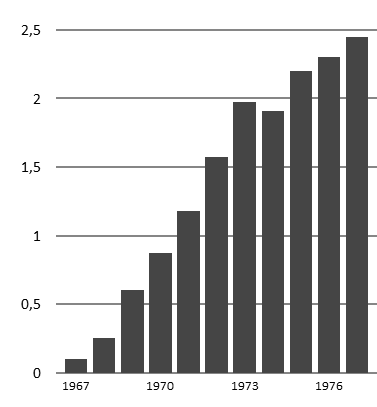
Jährlich verkaufte Farbfernsehgeräte in der Bundesrepublik Deutschland 1967–1978 in Mio. Stück.

Um 9:30 Uhr übertrugen die Fernsehsender ARD und ZDF die Begrüßungsmoderation durch Edith Grobleben vom Sender Freies Berlin noch in Schwarz-Weiß, die Verabschiedung dann in Farbe. Ab 14:30 Uhr zeigten ARD und ZDF gemeinsam als Testsendung den französischen Spielfilm Cartouche, der Bandit mit den Hauptdarstellern Jean-Paul Belmondo und Claudia Cardinale. Am selben Abend zeigte das ZDF seine erste farbige Fernsehshow mit der 25. Ausgabe von Der goldene Schuß mit Vico Torriani; die ARD folgte einen Tag später um 16:30 Uhr mit einem Bericht von Gerd Ruge über die Expo 67 in Montréal und am Abend dem Galaabend der Schallplatte, präsentiert von Vivi Bach und Dietmar Schönherr.
In den Anfangsjahren wurden nur wenige Sendestunden pro Woche tatsächlich in Farbe gesendet, und noch über Jahre hinweg wurden weniger Farbfernseher als Schwarzweißgeräte verkauft.

Zum Start des Farbfernsehens 1967 brachte Körting bei Neckermann einen Farbfernseher Weltblick Color-Supermatic auf den Markt, ein Gerät mit der Lochmasken-Bildröhre A63-11X, 14 Elektronenröhren und 33 Transistoren mit Zwei-Trafo-Konzept. Der Einführungspreis von 1.840 DM lag unter dem seinerzeitigen allgemeinen Großhandelspreis der anderen Hersteller von etwa 2.000 DM inklusive Umsatzsteuer. Allgemein lag der Endverkaufspreis von Farbfernsehern in einer Zeit, als es noch Preisbindung gab, bei rund 2.400 DM. Zum Vergleich sei angemerkt, dass ein 1967 als „Sparkäfer“ vermarkteter VW 1200 für 4.525 DM angeboten wurde.
Der Körting Farbfernseher wurde vom Fernmeldetechnischen Zentralamt (FTZ) der Deutschen Bundespost, seinerzeit unter anderem das Aufsichtsorgan für Rundfunk- und Fernsehtechnik, als Referenzgerät für die Einhaltung der Vorschriften ausgewählt. Eine Pionierleistung war auch, dass Körting bereits ab der zweiten Generation 1968 Steckmodule hatte.
Einen starken Kaufanreiz für Farbgeräte brachten die Olympischen Sommerspiele 1972 in München sowie die Fußball-Weltmeisterschaft 1974 in der Bundesrepublik Deutschland. Gemessen an heutigen Angeboten waren die Geräte vergleichsweise teuer: um 1975 kostete ein Farbfernseh-Tischgerät mit 66-cm-Bildschirm und Fernbedienung rund 2.000 DM, was aktuell einer Kaufkraft von 3.240 € entspricht.
In den ersten Jahren wurden den aufgrund der bedeutend höheren Kosten noch seltenen Farbproduktionen als Hinweis für die sogenannten Schwarz-Weiss-Seher und sicher auch als Kaufanreiz kurze Teaser vorangestellt.
Im ersten Programm der ARD öffnete sich 15 Sekunden lang auf schwarzem Hintergrund – von einer Orchesterfanfare aus Bläsern, Streichern und Harfe akustisch untermalt – eine mehrschichtig ovale Farbrosettengrafik in Blütenoptik mit zum Ende hin dem zentralen weißen Schriftzug „in farbe“ auf blaugrünem Grund.
Im ZDF wurde, von Klängen einer Celesta untermalt, ein auf der Spitze stehender Glaswürfel vor weißem Hintergrund gezeigt, der sich in 25 Sekunden links herum einmal um die eigene Achse drehte, bevor er schließlich zum Stillstand kam. Dabei brach sich das Licht in ihm – wie in einem Prisma – und über die gesamte Zeit war das damalige ZDF-Logo in weiß darüber geblendet.
- Die Tagesschau der ARD wurde erst ab 1970 in Farbe ausgestrahlt. Viele eingespielte Beiträge sowie Übertragungen aus dem Plenarsaal des Bundestages in Bonn erfolgten noch bis Ende der 1970er Jahre in Schwarz-Weiß.
- Adrian der Tulpendieb, gedreht 1966 mit Heinz Reincke in der Titelrolle, war die erste Fernsehserie, die in Deutschland – schon während des Versuchsprogramms – in Farbe ausgestrahlt wurde.

### DDR
Das Präsidium des Ministerrats der DDR hatte im Mai 1965 die Einführung des Farbfernsehens beschlossen und wenig später den Start des zweiten, farbtüchtigen Programmkanals auf den 3. Oktober 1969 festgelegt. Mit dem Start des 2. Programms des Deutschen Fernsehfunks (DFF) und der gleichzeitigen Eröffnung bzw. Inbetriebnahme des Berliner Fernsehturms am 20. Jahrestag der Gründung der DDR wurde das Farbfernsehen in der DDR eingeführt. Die technische Neuerung ging einher mit dem Wunsch nach einer reformierten Programmarbeit. Bereits 1967 hatte Werner Lamberz, Mitglied im Zentralkomitee der SED, dem DDR-Fernsehen „Schwächen in der Programmkomposition“ attestiert. Vier Jahre später wurde der neue Erste Sekretär des ZK der SED Erich Honecker deutlicher und forderte auf dem VIII. Parteitag, „die Programmgestaltung zu verbessern, eine bestimmte Langeweile zu überwinden, den Bedürfnissen nach guter Unterhaltung Rechnung zu tragen.“
Zur Farbübertragung wurde jedoch anders als in der Bundesrepublik das in Frankreich entwickelte und auch in der Sowjetunion benutzte SECAM-System verwendet. Damit war es zunächst prinzipiell nicht möglich, Farbsendungen aus dem jeweils anderen Teil Deutschlands in Farbe zu empfangen. Gegenseitiger Empfang in Schwarz-Weiß (Kompatibilität) blieb jedoch möglich.
Um in der Bundesrepublik Deutschland die DDR-Programme auch farbig sehen zu können, wurden bald von der Industrie PAL/SECAM-Decoder („DDR-Farbe“) zu Preisen von bis zu 300 DM (inkl. Einbau) angeboten. Auch in der DDR gab es in Form von „Bastellösungen“ und später auch Nachrüstsätzen relativ schnell Lösungen für dieses Problem. Ab 1976 wurden auch in der DDR Fernsehempfänger angeboten, die bereits ab Werk beide Normen empfangen konnten. Verwendet wurden Lizenzschaltkreise der MCA-Reihe, hergestellt von Tesla CSSR.
Nach der deutschen Wiedervereinigung wurde in der Nacht vom 14. auf den 15. Dezember 1990 in der bisherigen DDR die Farbfernsehnorm von SECAM auf PAL umgestellt. Gleichzeitig damit begann hier die flächendeckende Ausstrahlung des ARD-Fernsehprogramms auf den bis dahin vom 1. Programm des DFF genutzten Frequenzen. Für die Farbwiedergabe auf älteren SECAM-Fernsehempfängern war von nun an ein PAL-Dekoder notwendig.

### Österreich
Österreich entschied sich am 7. Februar 1967 für das deutsche PAL-System als technischen Standard. Die erste Farbfernsehsendung des Österreichischen Rundfunks war das Neujahrskonzert der Wiener Philharmoniker vom 1. Januar 1969.

### Schweiz
Das Farbfernsehen im Schweizer Fernsehen im PAL-System startete offiziell mit einem Festakt am 1. Oktober 1968 in Anwesenheit von Bundesrat Roger Bonvin und SRG-Generaldirektor Marcel Bezençon. Zuvor wurde am 29. August 1968 die Quiz-Sendung Dopplet oder nüt als Probelauf in Farbe ausgestrahlt. Viele Schweizer konnten das farbige Fernsehen aber nicht genießen, da zu diesem Zeitpunkt nur etwa ein Prozent der Fernsehgeräte Farbe wiedergeben konnten. Ein Farbfernseher kostete damals um 3'000 CHF, was drei Monatsgehälter oder halbsoviel wie ein neuer VW Käfer war. Anfänglich wurden sechs Stunden Farbfernsehen pro Woche ausgestrahlt, ähnlich wie in der Bundesrepublik Deutschland, wo die Einführung ein Jahr zuvor stattfand. In der französischsprachigen Schweiz brauchte man ein Fernsehgerät, das neben dem PAL-System auch mit der in Frankreich entwickelten SECAM-Fernsehnorm kompatibel war. Seit dem 1. März 1973 wird die Schweizer Tagesschau in Farbe gesendet.

### Vereinigte Staaten
Ab den späten 40er-Jahren wurden in den Vereinigten Staaten vereinzelt Versuchsendungen mit verschiedenen Verfahren ausgestrahlt, wobei kein Verfahren die Fachleute besonders überzeugen konnte. Das größte Problem technischer Natur war, eine Übertragungsmöglichkeit von Farbfernsehsendungen zu finden, die gleichzeitig auch kompatibel zu den üblichen Schwarz-Weiß-Fernsehern war. Das Problem wurde 1949 von Norton Goldsmith, Ingenieur und Vizepräsident der RCA gelöst. Er entwickelte, basierend auf erbeuteten Patenten von Werner Flechsig, eine Farbbildröhre, die das Problem der Kompatibilität zu Schwarz-Weiß-Fernsehern dadurch löste, indem die Farbsignale (Farbton und Farbsättigung, „Chroma“) und die Helligkeitssignale („Luma“) getrennt übertragen werden. Während im Farbfernseher zusätzlich zu den Helligkeitssignalen auch die auf einem Seitenband gesendeten Chromasignale verarbeitet werden, empfängt der Schwarz-Weiß-Fernseher lediglich erstere. Am 1. Januar 1954 fand dann die erste nationale Farbsendung statt (The Tournament of Roses Parade). Zwei Jahre zuvor hatte bereits WBAL-TV aus Baltimore ihr regelmäßiges Programm teilweise in Farbe ausgestrahlt. Obwohl Mitte der 50er Jahre bereits etwa die Hälfte aller US-Haushalte einen Fernseher besaß, waren aufgrund der hohen Kosten für ein Farbgerät nur ein Bruchteil davon Farbgeräte. Außerdem hatten bis in die 60er Jahre nur wenige Sender auf Farbfernsehen umgestellt. 1956 wurde NBCs The Perry Como Show die erste Live-Network-Fernsehserie, die eine Mehrheit der Episoden in Farbe präsentierte. Die relativ geringe Menge an Farbprogrammen im Network in Verbindung mit den hohen Kosten für Farbfernsehgeräte führte dazu, dass noch 1964 nur 3,1 Prozent der Fernsehhaushalte in den USA über ein Farbfernsehgerät verfügten. Mitte der 60er Jahre erhielt das Farbfernsehen durch die vollständige Umstellung der NBC auf Farbe jedoch einen heftigen Schub. Sie erhoffte sich durch eine vollständige Umstellung auf Farbe einen Einschaltquotenvorteil gegenüber ihren Konkurrenten.

### Großbritannien
Das zweite Programm der BBC, das von Anfang an in 625 Zeilen sendete, startete am 1. Juli 1967 mit Farbsendungen nach dem PAL-System. Mit der Umstellung der Zeilenzahl (Auflösung) von 405 auf die heute üblichen 625 Zeilen folgte das erste Programm am 20. November 1969. Noch bis 1985 wurde das erste Programm daneben in Schwarz-Weiß mit 405 Zeilen übertragen, um die Besitzer alter Fernsehgeräte zu versorgen. Im Jahr 1985 waren die Empfänger schließlich so günstig geworden, dass es wirtschaftlicher war, die noch betriebenen 405-Zeilen-Geräte auf Staatskosten gegen neue Geräte einzutauschen, als die 405-Zeilen-Übertragung fortzusetzen.

### Rumänien
In Rumänien gab es ab 1968 ein zweites Fernsehprogramm in Schwarz-Weiß. Erst 1983 begann die Übertragung in Farbe nach der PAL-Fernsehnorm.

### UdSSR
In der Sowjetunion begann man bereits im Januar 1960 mit experimentellen Farbfernsehsendungen in einem dem amerikanischen NTSC entsprechenden System namens OSKM (russisch ОСКМ – Одновременная совместимая система с квадратурной модуляцией, dt. „Simultanes kompatibles System mit Quadraturamplitudenmodulation“). Ab Mitte der 1960er Jahre wurden auch in der Sowjetunion die beiden europäischen Systeme PAL und SECAM erprobt. 1967 erfolgte dann die Festlegung auf SECAM als Farbfernseh-Standard. Die Einführung des Farbfernsehens im Regelbetrieb fand im November des Jahres anlässlich des 50. Jahrestages der Großen Sozialistischen Oktoberrevolution statt, also noch im selben Jahr. Am 7. November wurde als Beginn des regulären Farbfernsehens und gleichzeitig erste Farb-Direktübertragung im sowjetischen Fernsehen die Übertragung der Parade vom Roten Platz in Moskau gesendet.
Zum 1. Januar 1977 war das Zentrale Fernsehen der UdSSR komplett auf Farb-Technik umgestellt, bis 1987 auch alle übrigen regionalen Fernsehzentren in der Sowjetunion.

## Farbübertragung

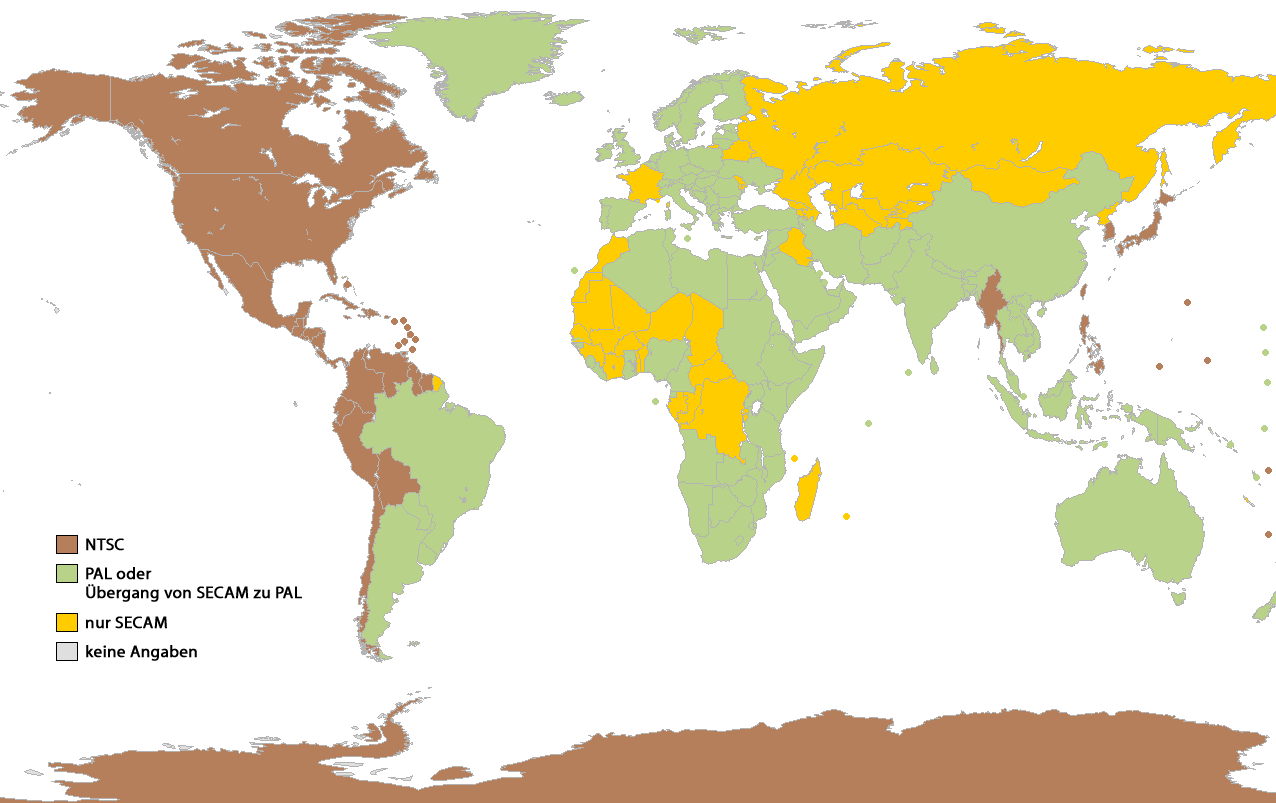
Weltkarte mit der Verteilung der analogen Farbübertragungssysteme vor der Digitalisierung (spätestens bis 2005)

Sinnbild für Farbbildschirme nach IEC 60417. Die Punkte können auch in den Farben Rot, Grün und Blau dargestellt werden.

Bedingung bei der Entwicklung der Farbübertragungssysteme beim analogen Fernsehen war zum einen eine Kompatibilität zu bestehenden Schwarz-Weiß-Fernsehapparaten, zum anderen eine Abwärtskompatibilität der neuen Farbfernsehgeräte für herkömmliche Schwarz-Weiß-Ausstrahlungen. Dabei mussten Kompromisse in Kauf genommen werden, und typische Schwächen des menschlichen Auges wurden ausgenutzt.
Das Frequenzspektrum beim herkömmlichen Schwarz-Weiß-Fernsehen ist rund 5 MHz breit (siehe Fernsehsignale). Gemäß den Gesetzen der Fourier-Analyse werden dabei in den tieferen Frequenzen die Grundstrukturen des Bildes übertragen, höhere Frequenzen treten in feinen Details auf oder an scharfen Kanten. Falls es sich bei den Bildinhalten um gewöhnliche Aufnahmen aus der realen Welt handelt, so sind die räumlichen Helligkeitsverläufe eher weich und kaum sprunghaft. Aus diesem Grund treten höhere Frequenzen im Allgemeinen wesentlich seltener auf. Eine Beeinträchtigung dieser höheren Frequenzen äußert sich daher kaum, und wenn, dann nur in einem leicht unschärferen Bild.
Betrachtet man die spektrale Verteilung des Helligkeitssignals genauer, so treten Frequenzen im Abstand der halben Vertikalfrequenz mit Maxima jeweils im Abstand der Zeilenfrequenz auf.
Aufgrund dieser beiden Tatsachen schachtelt man das Farbsignal passgenau im oberen Bereich des normalen Fernsehsignals ein.
Anfänglich benutzte man zur Trennung von Farb- und Helligkeitssignal im Empfänger einen einfachen Hoch- bzw. Tiefpass, mittlerweile stehen für hochwertige Empfangsgeräte spezielle Kammfilter zur Verfügung, womit die Bandbreite des Helligkeitssignals nicht mehr wie vorher abgeschnitten werden muss.
Dies reduziert die sogenannten Cross-Color- und Cross-Luminance-Effekte, die durch ein Übersprechen des Chrominanz-/Farb- auf das Luminanz-/Helligkeits-Signal zustande kommen und sich in Änderungen der Bilder widerspiegeln.
Zur eigentlichen Übertragung des Farbsignals benutzt man weitere technische Kunstgriffe. Es wäre viel zu aufwändig und auch nicht nötig, neben dem bereits vorhandenen Helligkeitssignal Y noch die Signale für die drei Grundfarben Rot, Grün, Blau der additiven Farbmischung zu übertragen. Man bildet über eine Matrix die Differenzsignale U (Blau minus Helligkeit) und V (Rot minus Helligkeit; siehe auch YUV-Farbmodell). Diese erfahren weiterhin eine Absenkung, um Übermodulation zu vermeiden, werden dann übertragen und können im Empfänger zusammen mit dem Helligkeitssignal wieder zu den Farbsignalen für Rot, Grün und Blau rekonstruiert werden.
Rechenbeispiel:
```
(Rot  minus Helligkeit) plus Helligkeit = Rot
(Blau minus Helligkeit) plus Helligkeit = Blau
Helligkeit minus Blau minus Rot         = Grün
```

### NTSC
Bei der Einführung des Farbfernsehens war eine Bedingung, dass die neue (Farb-)Fernsehnorm kompatibel zur Norm des alten Schwarz-Weiß-Fernsehens sein musste – die in der Bevölkerung vielfach schon vorhandenen Schwarz-Weiß-Geräte sollten also auch die neuen Farbsendungen anzeigen können, wenn auch nicht farbig. Dies wurde zunächst 1954 in den USA durch das NTSC-Verfahren gelöst, ein ingenieurtechnischer Geniestreich mit nur einem kleinen Schönheitsfehler: Bei einem NTSC-Empfänger muss der Farbton von Hand eingestellt werden. Der Betrachter orientiert sich dabei an der Natürlichkeit der menschlichen Haut- und Gesichtsfarbe. Infolge von Störungen auf dem Übertragungsweg musste diese Einstellung aber von Hand oft mehrmals während einer Sendung vorgenommen werden. Der Ärger darüber führte zu umgangssprachlichen Bezeichnungen wie „Slimming machines“ (Abmagerungsmaschinen) für das Fernsehgerät oder die Interpretation der Abkürzung als „Never The Same Color“ (Niemals dieselbe Farbe). Erst mit der Einführung der Ultraschall-Fernbedienung im Jahr 1957 wurde die Farbtonkorrektur bequemer.

### PAL
Die Verfahren PAL und SECAM, die in Europa gebräuchlich sind, wurden erst Mitte der 1960er Jahre eingeführt (mehr als zehn Jahre nach dem in den USA verwendeten NTSC-Farbfernseh-System), besitzen aber bei der damals einzig existierenden terrestrischen analogen Übertragung deutlich bessere Qualität bei der Farbtondarstellung. Sie kommen ohne manuellen Farbtonabgleich aus. PAL zum Beispiel, entwickelt durch den Ingenieur und Fernsehpionier Walter Bruch, kompensiert Störungen, indem es zu einer Farbtonabweichung deren negative Kopie addiert. Dazu wird bei der Übertragung der Farbinformation vom Sender jeweils eine Farbinformation pro Zeile um 180 Grad gedreht. Mit diesem Trick werden Farbfehler kompensiert. Entsprechend auch der Name des deutschen Farbfernseh-System: PAL = übersetzt: Phase Alternating Line; was zu deutsch heißt: Wechseln der Phasenlage (pro) Zeile. Analog zur Neuinterpretation von NTSC gibt es auch für die Abkürzung PAL eine scherzhafte Erklärung: „Pay Additional Luxury“ (Bezahle für zusätzlichen Luxus), da man im PAL-Empfänger zur Durchführung dieser elektrischen Addition damals eine relativ teure zusätzliche Schaltungskomponente, nämlich eine piezoelektrische Ultraschall-Verzögerungsleitung aus Quarzglas, benötigte. Ab den frühen 1990er Jahren kamen stattdessen zunehmend die nun billigeren digitalen Verzögerungsleitungen zum Einsatz.

### SECAM
Nicht zuletzt aus politischen Gründen wurde in Frankreich das SECAM-Verfahren entwickelt, das nach Einführung des Farbfernsehens 1964 in Frankreich selbst sowie auch im gesamten Ostblock (außer in Rumänien, wo PAL zum Einsatz kam) sowie anfangs auch im französischsprachigen Teil Belgiens und in Griechenland verwendet wurde. Bei SECAM trägt die störanfällige Phasenlage des Farbsignals – im Gegensatz zu NTSC und PAL – keine Information, die Farbe wird stattdessen in der wesentlich weniger von den Ausbreitungsbedingungen beeinflussten Frequenz des Farbsignals übertragen, deshalb wird auch keine Farbkorrektur benötigt. Allerdings hat SECAM auch einige übertragungstechnische Nachteile.

### Digitales Fernsehen
Bei digitalen Videosignalen wird das RGB-Signal zwar üblicherweise weiterhin in ein Helligkeitssignal und zwei Farbdifferenzsignale zerlegt, letztere werden jedoch nicht mehr mit ersterem vermischt, sondern getrennt übertragen (im YCbCr-Format ggf. mit Farbunterabtastung). Es gibt daher im digitalen Bereich keine Entsprechungen zu PAL, SECAM und NTSC. Die Bezeichnung PAL wird jedoch oftmals für 576i50-Signale und die Bezeichnung NTSC für 480i60-Signale benutzt, jedoch ohne Bezug zu den analogen Farbkodierungen.